# Bachelor of Built Environment
De titel Bachelor of Built Environment ontvangt men bij het behalen van een diploma in hbo Bouwkunde, Urban Design, Bouwmanagement & Vastgoed, Bouwtechnische Bedrijfskunde, Verkeerskunde, Ruimtelijke Ordening en Planologie, Climate and Environment, Civiele techniek of Geo-informatie.
Deze titel mag men achter zijn of haar naam plaatsen.
In plaats van deze titel kan men in Nederland ook kiezen om de titel ing. voor de naam te plaatsen.
Bachelor-masterstructuur